# Köprülü Fazıl Mustafa Pascha
Köprülü Fazıl Mustafa Pascha, född 1637, död 19 augusti 1691, var en osmansk storvesir.
Köprülü blev storvesir 1689 och intresserade sig mest för förvaltningsfrågor. Han förde dock med framgång flera krig och återerövrade 1690 Belgrad. Han stupade i slaget vid Slankamen.